# Figura Niepokalanego Poczęcia Marii w Buczaczu
Figura Niepokalanego Poczęcia Marii w Buczaczu – barokowa rzeźba z 1751 r. w Buczaczu, zaprojektowana przez architekta Bernarda Meretyna, wykonana przez majstra Pinzela, ufundowana przez  Mikołaja Bazylego Potockiego, starostę kaniowskiego, ówczesnego właściciela Buczacza. Zniszczona przez władzę bolszewicko-radziecką w 1947 r., odremontowana w 2000 r. przez Romana Wilhuszynskiego, ukraińskiego rzeźbiarza z Tarnopola, dzięki finansowemu wsparciu miejscowego przedsiębiorcy Wasyla Babały. Znajduje się przy skrzyżowaniu ulic Wasyla Stusa i Bohdana Chmielnickiego.